# Piotr Marcinowski z Przysieka i Chodywaniec
Piotr Marcinkowski z Przysieka i Chodywaniec herbu Topór (zm. przed 15 marca 1558 roku) – wojski bełski od 1535 roku, rotmistrz królewski.
Poseł na sejm krakowski 1531/1532 roku, 1540, 1550, 1553 i 1556/57, poseł na sejm piotrkowski 1533 roku z ziemie bełskiej.